# Die Fahrt ins Nirgendwo
Die Fahrt ins Nirgendwo (engl. Joyride) ist ein Filmdrama, das im Jahr 1996 von Regisseur Quinton Peeples nach seiner Buchvorlage inszeniert wurde.

## Inhalt
In der Provinzstadt Coleman hilft Collegestudent J.T. nach der Schule seinem Vater im heruntergekommenen Lone Star Motel. Eines Tages quartiert sich eine in Schwarz gekleidete, elegante Frau namens Smith in eines der Appartements ein. J.T. hat ein Auge auf die blonde, gleichaltrige Tanya geworfen, die mit ihrem Vater Harold im Appartement neben Smith wohnt und laufend Männerbesuche bekommt. In der Nacht treffen sich J.T., sein farbiger Freund James und Tanya zum Nacktbaden und Biertrinken am Motelpool und freunden sich an. Am folgenden Tag begibt sich Smith in die Stadt und bringt Dr. Brewer, dem sexueller Missbrauch vieler seiner Patientinnen vorgeworfen wird, mit einem gezielten Kopfschuss um. Als James’ Auto abends nicht anspringt, schleicht sich J.T. in das Appartement der duschenden Smith und entwendet ihren Autoschlüssel. Zusammen mit Tanya machen die drei eine Spritztour an einen beliebten Badesee, doch im Kofferraum finden sie die in einen Müllsack verpackte Leiche von Dr. Brewer. James will die Polizei informieren, doch J.T. sieht eine Chance den Wagen für sich zu behalten, da Smith ihn sicher nicht als gestohlen melden wird. Die Leiche von Dr. Brewer versenken sie daraufhin im See. Auf der Rückfahrt treffen sie auf Redhead Joey, der James und J.T. am College ständig hänselt. Er beschädigt ihren Wagen, wird aber mit Tanyas Hilfe von den beiden überwältigt. Den demolierten Wagen von Smith verstecken sie in einer Garage.
Bereits am folgenden Tag wird Brewers Leiche von Anglern entdeckt. Der ermittelnde Detective Lopez steht vor einem Rätsel, da der professionell durchgeführte Mord und die dilettantische Beseitigung der Leiche nicht zusammenpassen. Als J.T., James und Tanya im Motel darüber beraten, wie sie weiterverfahren sollen, tritt Smith an sie heran und fordert die Rückgabe ihres Autos bis zum Abend, andernfalls werde sie mit der Ermordung ihrer Angehörigen beginnen. In diesem Moment trifft die Polizei im Motel ein. Gegenüber Detective Lopez gibt sich Smith als Tante von J.T. aus. Im Tagesverlauf erscheint Tanyas Vater Harold mit dem Bürgermeister von Coleman und schickt ihn in Tanyas Appartement, wo er von Tanya angemacht wird. Der erregte Bürgermeister wird handgreiflich und will Tanya vergewaltigen. In diesem Augenblick betritt Smith den Raum und schlägt den Bürgermeister nieder. Sie verspricht sich um Tanya zu kümmern, wenn sie den mann erschießt. Da stürmt Harold mit gezückter Polaroidkamera den Raum, um Tanya und den Bürgermeister in flagranti zu erwischen und mit dem Foto zu erpressen. Er fotografiert jedoch Tanya, die den Bürgermeister mit der Waffe bedroht. Schließlich erschießt Smith den Bürgermeister, sperrt Harold ins Bad und nimmt das Foto als zusätzliches Druckmittel an sich.
Mittlerweile hat J.T. das Auto umlackiert und in einer anderen Garage versteckt. Harold wird von der Polizei verhaftet und beteuert seine Unschuld. James macht das neue Versteck des Wagens ausfindig und bringt Smith, die aus dem Motel flüchtet, dorthin. Dort treffen sie auf J.T. und Tanya. Als Tanya die beiden Männer töten soll, gibt sie nur vor sie zu erschießen und beide stellen sich tot. Am Stadtrand setzt Smith das Auto in Brand und erklärt Tanya, sie hätte sie getötet, wenn Tanya wirklich die beiden umgebracht hätte.

## Produktion und Veröffentlichung
Unter der Regie von Quinton Peeples wurde der Film bei Trillion Entertainment produziert. Produzent war Jon Juhlin und die Kamera führte Steven Douglas Smith. Für den Schnitt war Cindy Parisotto verantwortlich.
1996 kam der Film in die US-amerikanischen Kinos, der Soundtrack mit 17 Titeln erschien 1997 bei Warner Brothers. Es folgten Veröffentlichungen auf VHS (1997) und DVD (2002) in den USA, außerdem wurde der Film in den Niederlanden, Großbritannien und Kanada auf Kaufmedien herausgebracht. 1997 strahlte das libanesische Fernsehen den Film aus. Im Oktober 2006 erschien eine deutsche Fassung unter dem Titel Die Fahrt ins Nirgendwo auf DVD bei Koch Media.